# Lozania klugii
Lozania klugii är en tvåhjärtbladig växtart som först beskrevs av Mansf. (mansf..  Lozania klugii ingår i släktet Lozania och familjen Lacistemataceae. Inga underarter finns listade i Catalogue of Life.